# Charenton-le-Pont
Charenton-le-Pont là một xã trong vùng đô thị Paris, thuộc tỉnh Val-de-Marne, vùng hành chính Île-de-France của nước Pháp, có dân số là 14.369 người (thời điểm 1999). Tọa độ địa lý của xã là 48° 49' vĩ độ bắc, 02° 24' kinh độ đông. Charenton-le-Pont nằm trên độ cao trung bình là 36 mét trên mực nước biển, có điểm thấp nhất là 28 mét và điểm cao nhất là 57 mét.

## Thông tin nhân khẩu
| 1946   | 1954   | 1962   | 1968   | 1975   | 1982   | 1990   | 1999   |
| ------ | ------ | ------ | ------ | ------ | ------ | ------ | ------ |
| 21 457 | 22 079 | 22 530 | 22 300 | 20 468 | 20 500 | 21 872 | 26 582 |

## Những người con của thành phố
- Alain Lipietz, kỹ sư, nhà kinh tế học và chính trị gia của Đảng Xanh Pháp